# Dolichopeza basistylata
Dolichopeza basistylata är en tvåvingeart som först beskrevs av Alexander 1929.  Dolichopeza basistylata ingår i släktet Dolichopeza och familjen storharkrankar.
Artens utbredningsområde är Taiwan. Inga underarter finns listade i Catalogue of Life.